# Agujero del cura

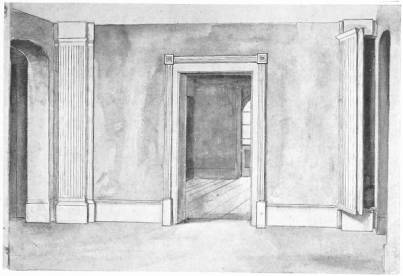
La entrada oculta un agujero del cura en Partingdale House, Middlesex (en la pilastra derecha)

Un «agujero del cura» (en inglés: priest hole) era un escondite para un párroco construido en muchas de las principales casas católicas de Inglaterra durante el período en que los católicos fueron perseguidos en Inglaterra. Cuando la reina Isabel I subió al trono en 1558, hubo varios complots católicos diseñados para destituirla y se tomaron medidas severas contra los sacerdotes católicos. Muchas casas grandes tenían un escondite para sacerdotes construido para que la presencia del cura pudiera ocultarse cuando se hicieran registros del edificio. Estaban ocultos en paredes, debajo de los suelos, detrás de revestimientos de madera y otros lugares y, a menudo, lograban ocultar a su ocupante.
Muchos «agujeros del cura» fueron diseñados por el hermano laico jesuita Nicolás Owen, que pasó gran parte de su vida construyendo escondites para sacerdotes para proteger sus vidas. Después del complot de la pólvora, el propio Owen fue capturado, llevado a la Torre de Londres y torturado hasta la muerte en el potro. Fue canonizado como mártir por el papa Pablo VI en 1970.

## Antecedentes
Las medidas puestas en vigor poco después del acceso al trono de Isabel I se volvieron mucho más duras tras el Levantamiento del Norte (1569) y la conspiración de Babington en particular, sobre todo dirigidas contra sacerdotes de seminario. A los «cazadores de sacerdotes» se les asignó la tarea de recopilar información y localizar a sacerdotes. Se aprobó una ley que prohibía a un miembro de la Iglesia católica celebrar los ritos de su fe bajo pena de decomiso por la primera ofensa, un año de prisión para la segunda y cadena perpetua para la tercera. Todos los que se negaron a prestar el Juramento de Supremacía fueron llamados «recusantes» y fueron culpables de alta traición. También se promulgó una ley que disponía que si se encontraba algún «papista» convirtiendo a un anglicano u otro protestante al catolicismo, ambos sufrirían la muerte por alta traición. En noviembre de 1591, un sacerdote fue ahorcado ante la puerta de una casa en Gray's Inn Fields por haber dicho misa allí el mes anterior. Las leyes contra los sacerdotes de seminario y los «recusantes» se hicieron cumplir con gran severidad después del episodio de la pólvora (1605) durante el reinado de Jacobo I. Para un sacerdote, el arresto significaba encarcelamiento y, a menudo, tortura y ejecución.

## Ubicación y uso

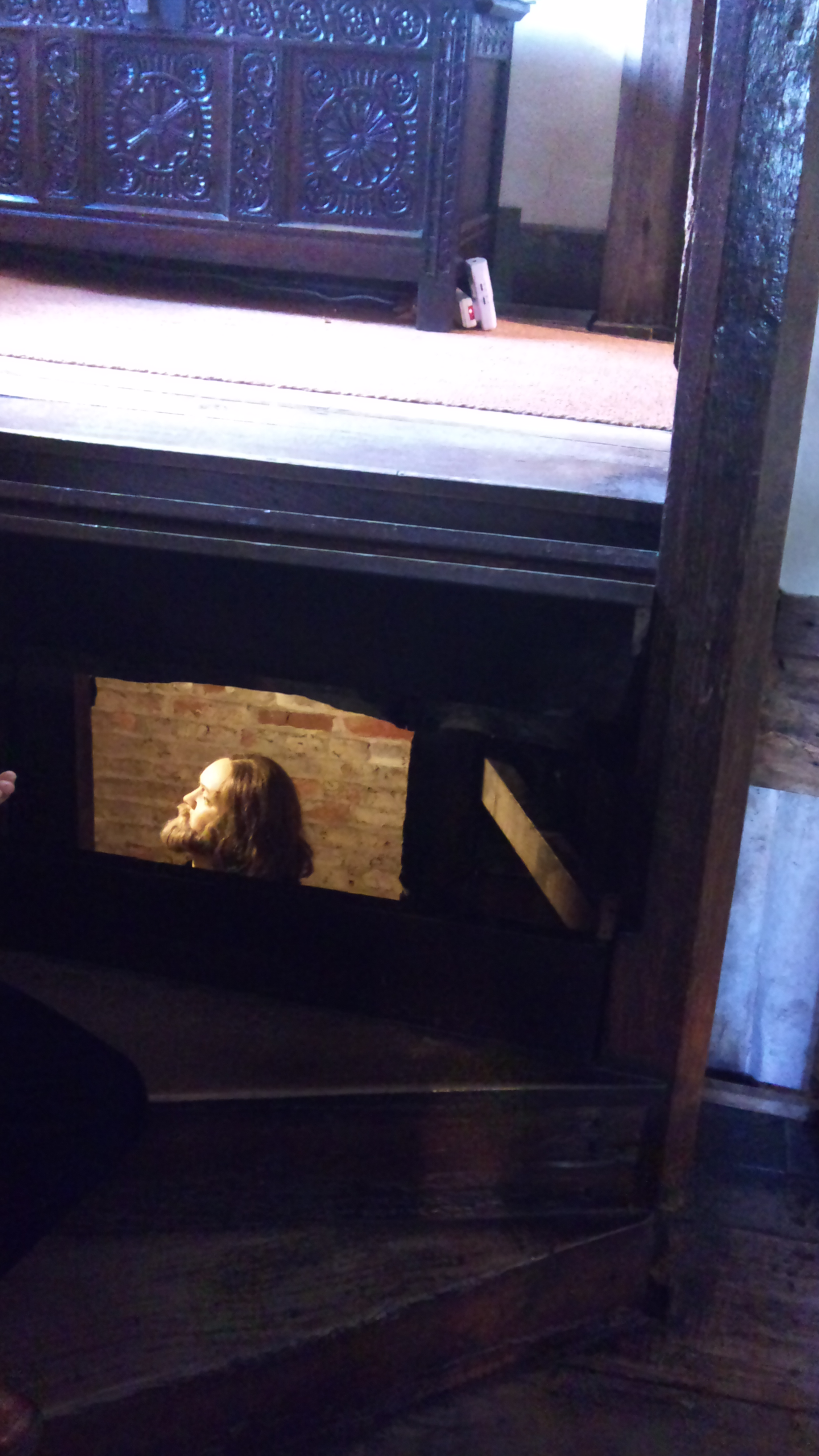
Uno de los escondites en Harvington Hall, al que se accede inclinando un escalón en la gran escalera.

Los castillos y casas de campo de Inglaterra solían tener alguna precaución en caso de sorpresa, alguna forma secreta de ocultación o huida que se podía utilizar en cualquier momento. Sin embargo, en tiempos de persecución aumentó el número de cámaras secretas y escondites en las casas de las antiguas familias católicas. Estos a menudo tomaban la forma de apartamentos o capillas en partes apartadas de las casas, o buhardillas debajo del techo, donde se podía celebrar la misa con la mayor privacidad y seguridad. Cerca había, por lo general, un escondite ingeniosamente diseñado, no solo para que el sacerdote oficiante se introdujera en caso de emergencia, sino también para proporcionar un lugar donde las vestiduras, los cálices y la parafernalia litúrgica pudieran almacenarse con poca antelación. Los «agujeros del cura» se construyeron en chimeneas, áticos y escaleras y en su mayor parte entre los años 1550 y 1605.

### Nicolás Owen
Muchos de estos escondites se atribuyen a un hermano laico jesuita, Nicolás Owen (fallecido en 1606), que dedicó la mayor parte de su vida a construir estos lugares para proteger las vidas de los sacerdotes perseguidos.

With incomparable skill Owen knew how to conduct priests to a place of safety along subterranean passages, to hide them between walls and bury them in impenetrable recesses, and to entangle them in labyrinths and a thousand windings. But what was much more difficult of accomplishment, he so disguised the entrances to these as to make them most unlike what they really were. Moreover, he kept these places so close a secret that he would never disclose to another the place of concealment of any Catholic. He alone was both their architect and their builder. No one knows how many he made. Some may still be undiscovered.
Con incomparable talento Owen sabía como conducir a curas a un lugar seguro por pasajes subterráneos, para para esconderlos entre las paredes y enterrarlos en huecos impenetrables, y para esconderlos en laberintos y mil esquinas. Pero lo que era mucho más difícil de conseguir, disimuló de tal forma las entradas a estos para hacerlos lo más distintos de lo que realmente eran. Además, mantenía estos lugares un secreto tan íntimo que nunca desvelaba a otro el lugar de ocultación de un católico. Él solo era tanto su arquitecto como su constructor. Nadie sabe cuantos construyó. Algunos pueden seguir sin haber sido descubiertos.

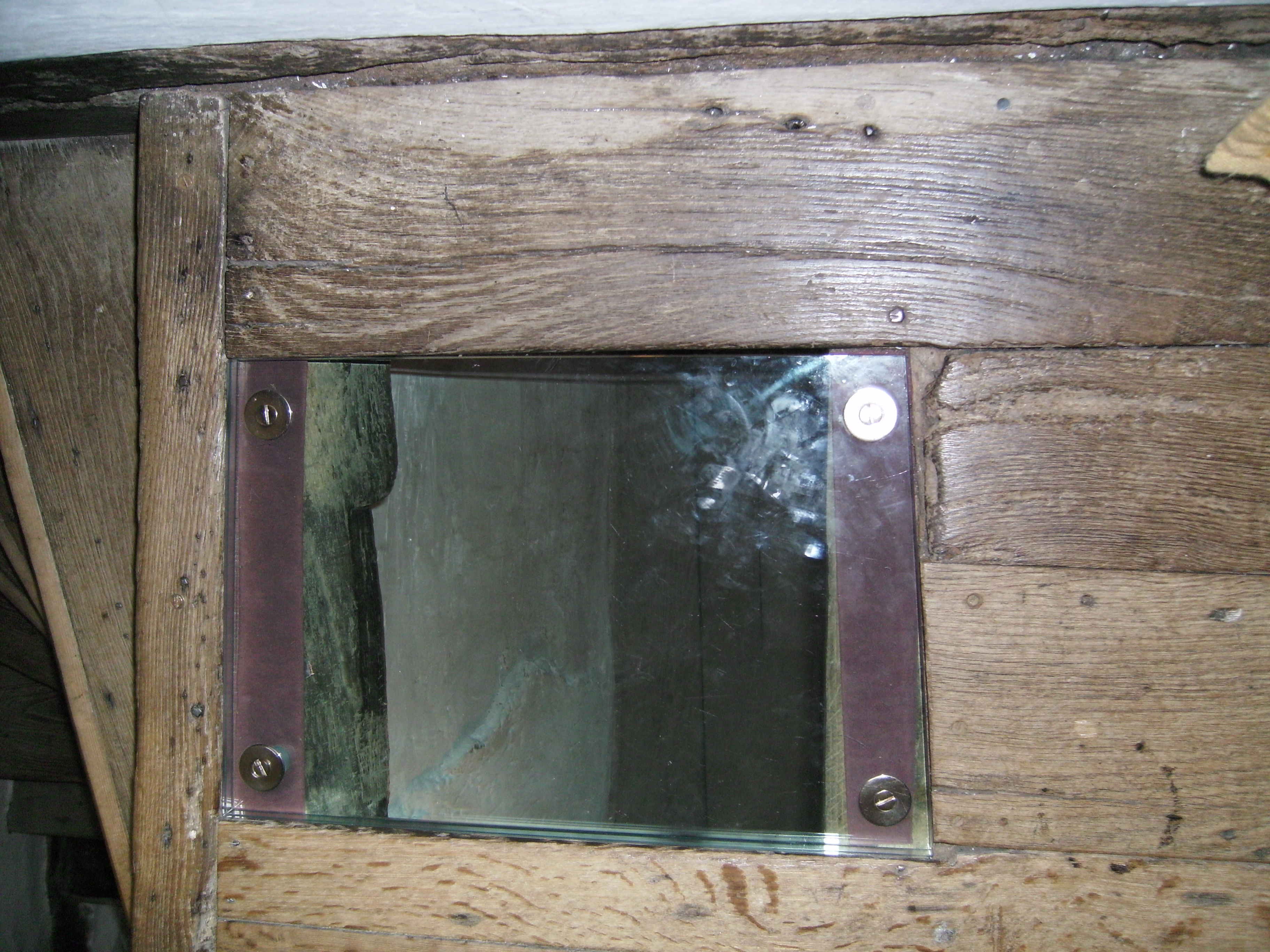
«Agujero del cura» en el segundo piso de Boscobel House (Shropshire).

A veces se construían como una desviación de una chimenea. Otro lugar favorito estaba detrás de paneles; un ejemplo es el castillo de Ripley en Yorkshire del Norte. Otros se incorporaron a retretes, por ejemplo en Chesterton Hall, cerca de Cambridge. Harvington Hall en Worcestershire tiene siete huecos para sacerdotes en toda la casa, incluido el acceso a través de la escalera principal, paneles y una chimenea falsa.
Después del Conspiración de la pólvora, el propio Owen fue capturado en Hindlip Hall (Worcestershire) llevado a la Torre de Londres y torturado hasta la muerte en el potro. Fue canonizado como mártir por el papa Pablo VI en 1970.

## Eficacia
La eficacia de los «agujeros de curas» fue demostrada por su éxito en confundir a los «perseguidores» (cazadores de curas), descritos en los relatos contemporáneos de las búsquedas. Los equipos de búsqueda traerían consigo carpinteros y albañiles expertos y probaban todos los recursos posibles, desde mediciones y sondeos sistemáticos hasta el derribo físico de paneles y el levantamiento de suelos. Otra estratagema empleada era que los buscadores fingían irse y esperaban a ver si el sacerdote salía de su escondite.
Los sacerdotes podrían estar medio muertos de hambre, con calambres, doloridos por el confinamiento prolongado y casi temerosos de respirar, no fuera que el más mínimo sonido arrojase sospechas sobre el lugar en particular donde estaban escondidos. A veces, un sacerdote podía morir de hambre o por falta de oxígeno.